# Penwortham (Australie-Méridionale)
Ne doit pas être confondu avec Penwortham.
Penwortham est un village d'Australie-Méridionale dans la vallée de Clare.
Sur la Horrocks Highway (en), il est situé à environ 10 km au sud de Clare et à 14 km au nord d'Auburn. 

## Géographie
Penwortham est entouré d'une brousse naturelle d'eucalyptus et d'une partie des Skilly Hills (en), qui à leur tour font partie de la chaîne du Mont-Lofty. Il y a deux sommets importants à proximité, le mont Oakden nommé d'après John Jackson Oakden (en) et le mont Horrocks, nommé d'après John Ainsworth Horrocks (en). La rivière Hill prend sa source à environ 3 kilomètres à l'est de Penwortham.

## Histoire
Le village de Penwortham a été fondé par le colon, pionnier et explorateur John Horrocks. Horrocks est arrivé dans la colonie d'Australie-Méridionale le jour de son 21e anniversaire, le 22 mars 1839, moins de trois ans après sa proclamation par le gouverneur John Hindmarsh. Après avoir rencontré Edward John Eyre, qui lui a parlé de terres agricoles potentiellement bonnes au nord d'Adélaïde, Horrocks et un serviteur, John Green, partent à la recherche de la zone qu'Eyre lui a décrite. Il s'installe dans une région qu'il croie être le long de la rivière Hutt et nomme son établissement Hope Farm. Plus tard, en 1839, la première maison en pierre de la colonie est commencée et, en 1840, Horrocks et ses serviteurs construisent des écuries en pierre. Pendant une courte période, il s'agit de la seule colonie européenne intérieure au nord d'Adélaïde et de Gawler.
L'année suivante voit l'achèvement d'une auberge, The Derby Arms, qui est construite pour accueillir les nombreux nouveaux voyageurs passant par Penwortham vers le nord. L'année suivante (1842), les premières fondations d'un moulin à farine sont posées, qui ne sera pleinement opérationnelle qu'en 1856, lorsque toutes ses pièces de travail arriveront enfin d'Europe. 1842 est également l'année où la première pierre est posée pour la construction du manoir de Hope Farm.
Horrocks meurt en 1846 à la suite d'un accident de chasse au lac Gill, juste au nord de la ville actuelle de Port Augusta. À cette époque, Penwortham est devenue une ville établie et comprend un boucher, un magasin général, un tailleur, une école et un forgeron. L'année suivante (1847), un bureau de poste non officiel commence à fonctionner, avec le publicain local, James Bleechmore, agissant comme maître de poste. En 1851, la construction de l'église anglicane St Mark commence. L'achèvement de Saint-Marc a lieu en 1855, avec l'installation d'une cloche, d'une tourelle et d'un porche.
Une nouvelle ère de transport et d'industrie commence en 1915, lorsque la construction de la ligne ferroviaire Riverton-Spalding traverse la ville, entrainant de nombreux changements, notamment la démolition du manoir de Hope Farm, car celui-ci était dans sa lignée directe. 
Les principales industries de la ville et des fermes environnantes sont alors la production de fruits, de groseilles séchées et de produits laitiers. Celles-ci se poursuivent juste après la Seconde Guerre mondiale, lorsque la concurrence de Riverland rend intenable une industrie viable dans la vallée de Clare. En conséquence, l’avènement d’avant-guerre et la continuation d’après-guerre de l’industrie vinicole naissante commence à prospérer dans la région.
Un monument a été construit et inauguré le 22 septembre 1946 pour commémorer la vie, l'exploration et la mort prématurée du fondateur de la ville, John Ainsworth Horrocks. Il a été construit par Gordon Ross et William Robins et se trouve au bord de Main North Road (en), près de l'église Saint-Marc.